# Fall Creek (Wisconsin)
Fall Creek est un village du comté d'Eau Claire, dans l'État du Wisconsin, aux États-Unis. En 2020, il comptait une population de 1 422 habitants.